# Dekanat Koźminek
Dekanat Koźminek – jeden z 33 dekanatów w rzymskokatolickiej diecezji kaliskiej.

## Parafie
W skład dekanatu wchodzi 8 parafii:
- parafia św. Benedykta Opata – Chlewo
- parafia Zwiastowania Pańskiego – Dębe
- parafia św. Marcina i św. Stanisława – Goszczanów
- parafia św. Wawrzyńca – Kosmów
- parafia św. Jana Ewangelisty – Koźminek
- parafia Wszystkich Świętych – Lisków
- parafia św. Katarzyny – Przespolew Kościelny
- parafia Najświętszej Maryi Panny Niepokalanie Poczętej – Strzałków

## Sąsiednie dekanaty
Dobra (diec. włocławska), Kalisz I, Kalisz II, Opatówek, Stawiszyn, Turek (diec. włocławska), Warta (diec. włocławska)